# Rowan Atkinson
Rowan Sebastian Atkinson (ur. 6 stycznia 1955 w Consett) – brytyjski aktor, komik. Zasłynął rolą Jasia Fasoli w serialu telewizyjnym i dwóch pełnometrażowych filmach kinowych. Zagrał także tytułową rolę w serialu Czarna Żmija oraz filmach z serii Johnny English.

## Życiorys

### Pochodzenie i wykształcenie
Jest najmłodszym z czwórki dzieci przedsiębiorcy z branży rolnej, jego starszy brat Rodney Atkinson jest ekonomistą. Rowan Atkinson jako dziecko jąkał się. Z pomocą specjalistów udało mu się przezwyciężyć ten problem, ale jeszcze przez wiele lat szczególne trudności sprawiało mu wymawianie głoski „B” i nawet jako dorosły miał tendencję do jej przesadnego artykułowania, co potrafił zamienić w jeden z charakterystycznych elementów swoich wielu monologów i skeczy. Uzyskał licencjat w zakresie elektrotechniki na Uniwersytecie w Newcastle, a następnie został magistrem nauk ścisłych na Uniwersytecie Oksfordzkim.

### Początki kariery

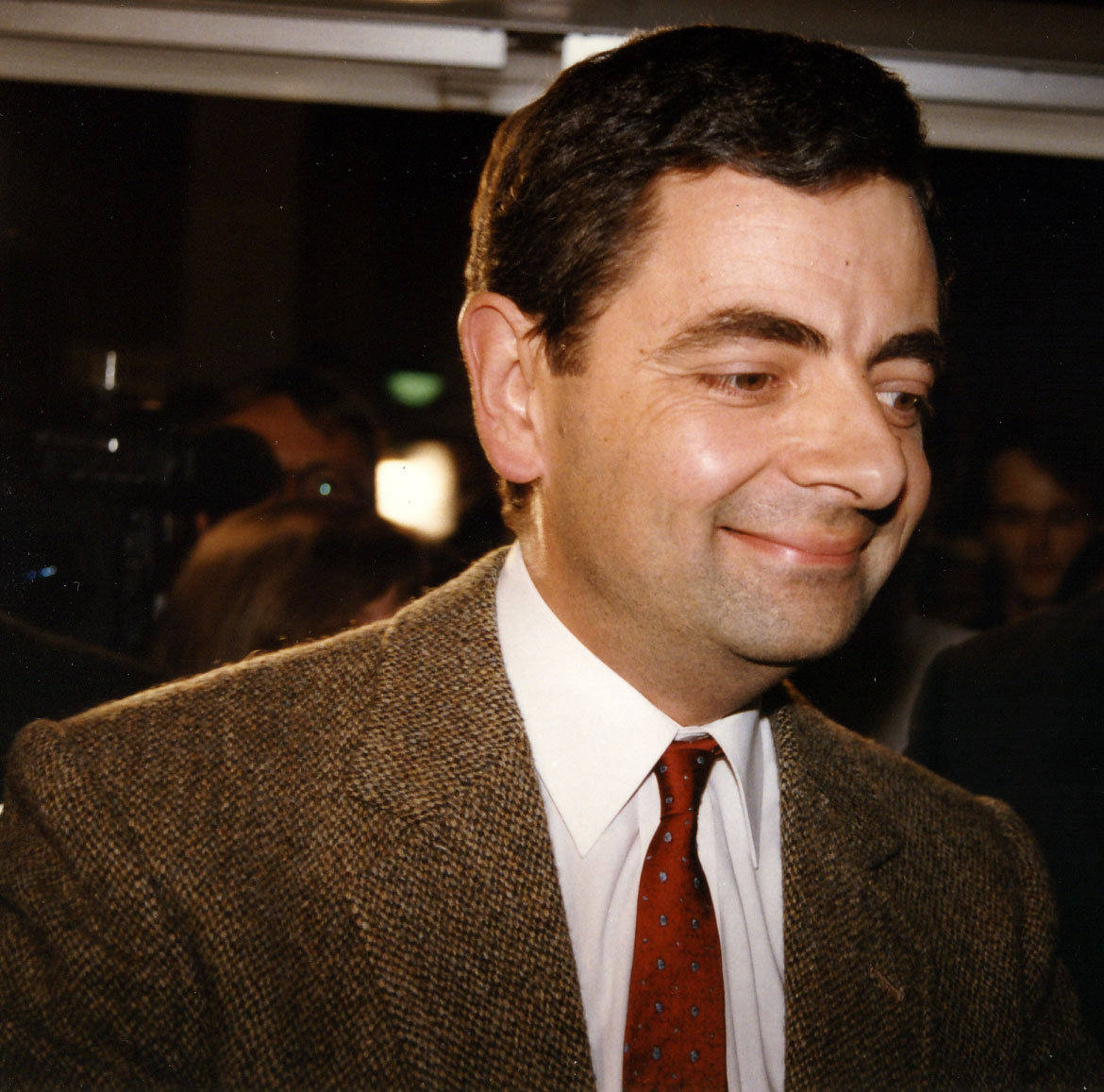
Atkinson w przebraniu Jasia Fasoli podczas promocji filmu Jaś Fasola: Nadciąga totalny kataklizm (1997)

Podczas studiów w Oksfordzie działał w uczelnianych grupach teatralnych i kabaretach, gdzie poznał Richarda Curtisa i Howarda Goodalla, z którymi współpracował następnie przez całą swą karierę. Wśród szerszej publiczności zaistniał po raz pierwszy za sprawą swych występów kabaretowych na festiwalu w Edynburgu. Po ukończeniu studiów stał się zawodowym komikiem, występując w całym kraju z programem zawierającym jego monologi, pantomimy oraz skecze odgrywane z towarzyszeniem Angusa Deaytona. (Wiele lat później, w roku 1991, ponownie zaprezentowali najciekawsze z nich podczas specjalnych występów w Bostonie, które zostały zarejestrowane i wydane na VHS, a potem także DVD, jako Rowan Atkinson Live).
W 1976 zadebiutował w telewizji, występując w nagranym dla ITV pilocie autorskiego serialu Rowan Atkinson presents... Canned Laughter, który jednak nie wszedł do stałej produkcji.

#### Lata 80.

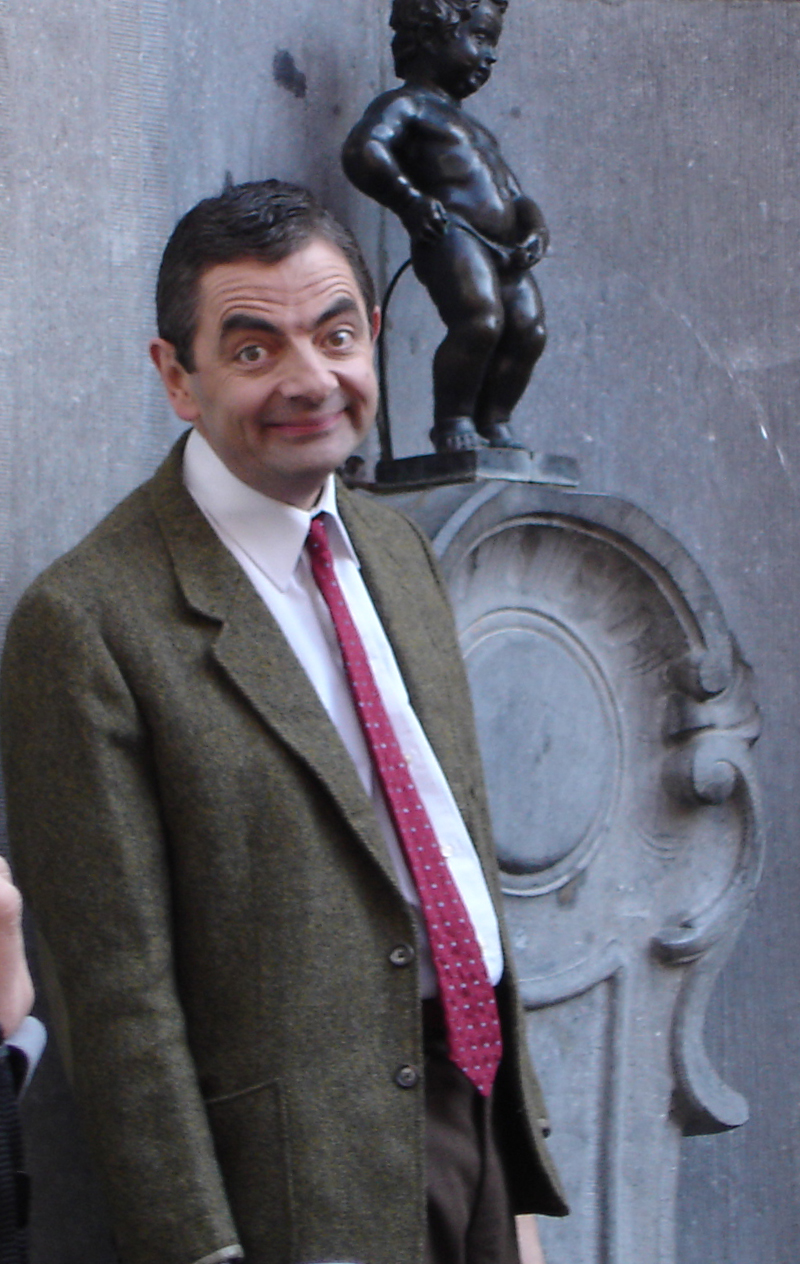
Atkinson w przebraniu Jasia Fasoli podczas promocji filmu Wakacje Jasia Fasoli w Brukseli (2007)

W 1979 znalazł się wśród głównych wykonawców i autorów tekstów do programu satyrycznego Not the Nine O’Clock News w BBC Two. Za występy w programie otrzymał w 1981 nagrodę BAFTA.
Po zakończeniu produkcji programu w 1983 napisał wraz z Curtisem pierwszy sezon serialu Czarna Żmija, w którym zagrał tytułową rolę. Serial początkowo spotkał się z chłodnymi opiniami krytyków i umiarkowanym zainteresowaniem publiczności. BBC uznało te wyniki za niewspółmierne do wysokiego budżetu produkcji i chciało zrezygnować z jej kontynuowania. Wtedy też serial przeszedł głębokie przeobrażenia – zrezygnowano z plenerów, zupełnie przemodelowano osobowości głównych bohaterów (Czarna Żmija stał się cynicznym kunktatorem, a jego sługa Baldrick poczciwym idiotą), a Atkinson zrezygnował z roli współscenarzysty, oddając ją Benowi Eltonowi. Po takich modyfikacjach serial stał się jednym z największych hitów brytyjskiej telewizji lat 80., a Atkinson w 1990 otrzymał swoją drugą nagrodę BAFTA za rolę w jego czwartej i ostatniej serii.

#### Jaś Fasola
Najważniejszym przedsięwzięciem Atkinsona w latach 90. – i zarazem głównym źródłem jego trwającej do dziś międzynarodowej rozpoznawalności – był cykl produkcji, w których wcielał się w postać dobrotliwego, ale wyjątkowo niefrasobliwego Jasia Fasoli. Grając tę rolę, prawie w ogóle nie mówił, skupiając się na środkach wyrazu określanych jako physical comedy (komedia fizyczna), gdzie aktor gra głównie swoim ciałem i mimiką. Jaś Fasola zadebiutował na antenie ITV pierwszego dnia roku 1990. Do końca roku 1995 nagrano 15 półgodzinnych filmów telewizyjnych z jego udziałem, emitowanych w ITV nieregularnie, najczęściej po 2-3 w roku.
W 1997 zrealizowano film pełnometrażowy Jaś Fasola: Nadciąga totalny kataklizm, w którym tytułowy bohater udaje się do Stanów Zjednoczonych. Dziesięć lat później Atkinson powrócił do swej najsłynniejszej roli, występując w drugim obrazie kinowym pt. Wakacje Jasia Fasoli. W promujących film wywiadach podkreślał, iż ze względu na swój wiek coraz mniej czuje się na siłach, aby grać tak plastyczną postać, i dlatego jest to najprawdopodobniej jego pożegnanie z tym bohaterem.

#### 1995–2010

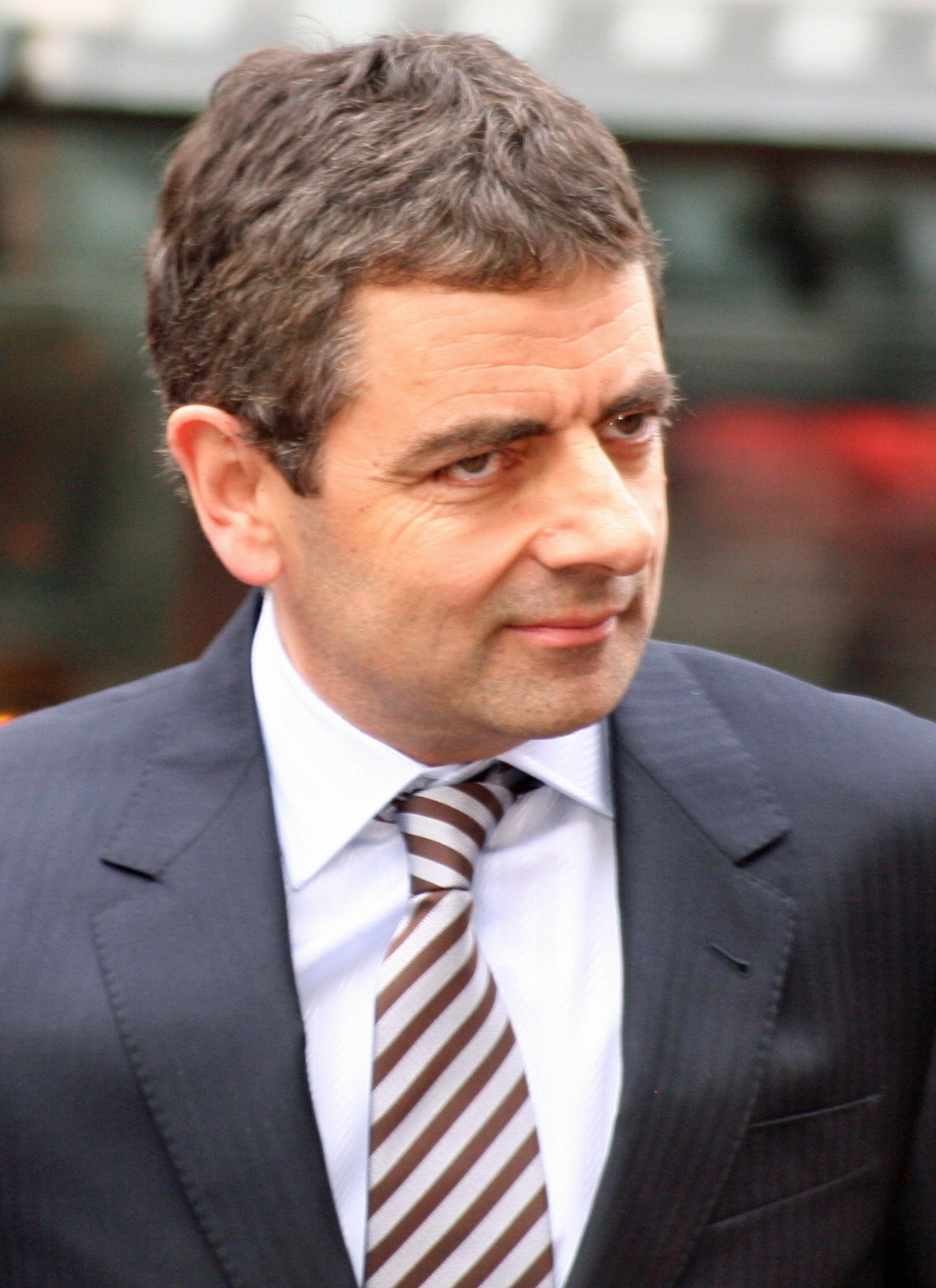
Atkinson (2007)

Również w latach 90. wcielał się w postać pełnego kompleksów oficera policji, inspektora Fowlera w serialu Cienka niebieska linia (1995–1996). Zagrał także kilka ról filmowych, m.in. postać księdza udzielającego tytułowych ślubów w Czterech weselach i pogrzebie. Użyczył głosu dzioborożcowi Zazu w oryginalnej wersji językowej Króla lwa.
Począwszy od przełomu XX i XXI wieku, kino stało się głównym polem aktywności zawodowej Atkinsona. Do najbardziej znanych filmów z jego udziałem należały: Wyścig szczurów, Scooby-Doo i To właśnie miłość. W 2003 zagrał rolę tytułową w parodiującej przygody Jamesa Bonda produkcji Johnny English. Następnie wystąpił w filmie Wszystko zostaje w rodzinie (2005), w którym odszedł od swojego błazeńskiego wizerunku.
W 2008 wrócił na scenę w roli Fagina w musicalu Oliver Twist na West Endzie.

#### Lata 2010.
Na początku 2010 wytwórnia Universal Pictures podjęła decyzję o kontynuacji filmu Johnny English, ponownie obsadzając Atkinsona w roli agenta specjalnego Jej Królewskiej Mości. Aktor pełnił też rolę producenta wykonawczego filmu. Premiera filmu miała miejsce jesienią 2011 roku.
W 2012 wystąpił podczas ceremonii otwarcia igrzysk olimpijskich w Londynie, gdzie wykonał komediową etiudę aktorską jako wyjątkowo niesforny członek Londyńskiej Orkiestry Symfonicznej, a także pojawił się w krótkiej parodii filmu Rydwany ognia. W wywiadzie dla The Daily Telegraph w listopadzie 2012 przyznał, że był to jego ostatni występ w roli Jasia Fasoli. Mimo tej deklaracji w kolejnych latach powracał do tej postaci w krótkich filmach reklamowych i charytatywnych, zaś w 2017 wystąpił jako Fasola w przeznaczonym wyłącznie na rynek chiński filmie Huan Le Xi Ju Ren.

### Działalność charytatywna
Był jednym z inicjatorów powstania Comic Relief, organizacji charytatywnej założonej przez ludzi ze środowiska brytyjskiej komedii. Wciąż bierze czynny udział w jej działalności, będąc jedną z gwiazd organizowanego co dwa lata specjalnego maratonu telewizyjnego, stanowiącego ukoronowanie tzw. Dnia Czerwonego Nosa, czyli zbiórki pieniędzy prowadzonej przez Comic Relief. Na potrzeby tego maratonu powstał odcinek specjalny Czarnej Żmii (Cavalier Years, rozgrywający się w czasach Cromwella) oraz kilka dodatkowych odsłon Jasia Fasoli, m.in. parodia programu telewizyjnego Randka w ciemno, w której Fasola wygrywa wycieczkę z dopiero co poznaną kobietą.

## Życie prywatne

### Życie prywatne

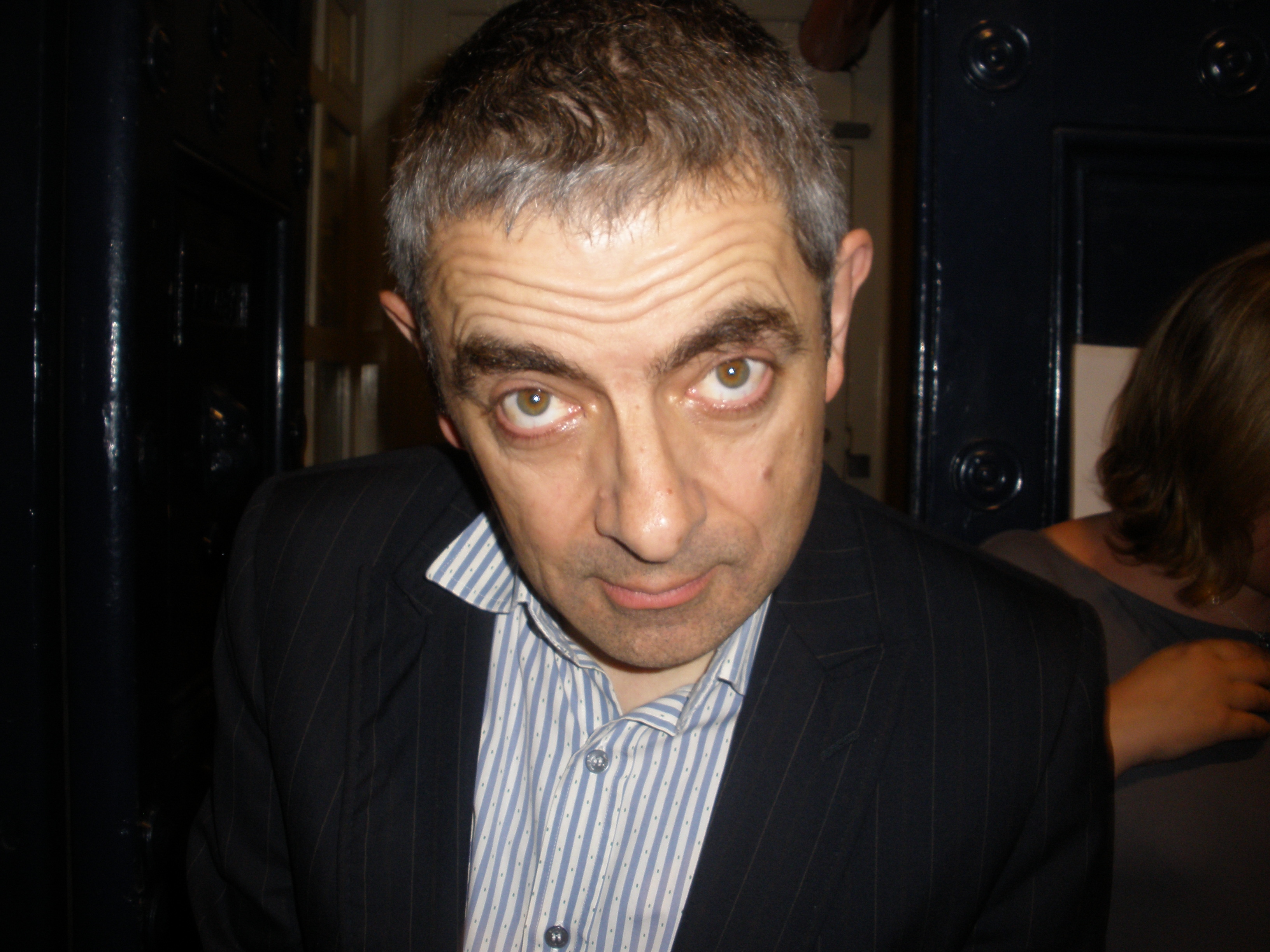
Atkinson (2009)

W latach 1990–2015 żoną Atkinsona była Sunetra Sastry, którą poznał, gdy pracowała dla BBC jako makijażystka. Mają dwoje dzieci; Benjamina i Lily. W lutym 2014 para się rozstała, a w listopadzie 2015 londyński sąd, po rozprawie trwającej niewiele ponad minutę, orzekł rozwód Atkinsona i Sastry. Według doniesień prasowych powodem rozpadu małżeństwa było wejście Atkinsona w nowy związek ze znacznie od niego młodszą aktorką Louise Ford. Para doczekała się dziecka w grudniu 2017.

#### Pasja do samochodów
Dzięki ogromnej popularności i zyskowności Jasia Fasoli (za sam pierwszy film otrzymał gażę w wysokości 11 milionów funtów), Atkinson stał się jednym z najzamożniejszych europejskich komików. W roku 2005 jego majątek szacowany był na ok. 60 milionów funtów. Wielką pasją Atkinsona są samochody. Posiada prawo jazdy na ciężarówki, zaś w swojej posiadłości w hrabstwie Oxfordshire utrzymuje kolekcję samochodów sportowych. Jego ulubioną marką jest Aston Martin, ale posiada również pojazdy takich marek jak Bugatti, Lancia, McLaren czy MG. W 1999 wywołał małą sensację, gdy prowadząc swojego wartego 600 tysięcy funtów McLarena spowodował kolizję z kobietą prowadzącą starego Rovera za 600 funtów. W wyniku zdarzenia nikt nie ucierpiał. 4 sierpnia 2011 Rowan Atkinson miał wypadek w swoim McLarenie F1. Aktor jadąc drogą A605 w Haddon w pobliżu Peterborough okręcił się samochodem kilkukrotnie, uderzył w drzewa i latarnię, a następnie jego auto lekko się zapaliło. Rowanowi udało się wydostać z F1 samodzielnie, a później trafił do szpitala w Peterborough z obrażeniami ramienia.

## Odznaczenia
W czerwcu 2013 otrzymał Komandorię Orderu Imperium Brytyjskiego (CBE), przyznany w uznaniu zasług dla sztuki dramatycznej oraz działalności charytatywnej.

## Filmografia

### Filmy
- 1980: Peter Cook & Co
- 1981: Fundamental Frolics
- 1982: The Secret Policeman’s Other Ball
- 1982: Dead on Time
- 1983: Nigdy nie mów nigdy
- 1986: Comic Relief II
- 1987: The Grand Knockout Tournament
- 1988: The Appointments of Dennis Jennings
- 1989: Dryblas
- 1989: Hysteria II
- 1990: Czarownice
- 1991: Bernard and the Genie
- 1993: Hot Shots! 2
- 1994: Cztery wesela i pogrzeb
- 1994: Król lew
- 1995: Full Throttle
- 1997: Jaś Fasola: Nadciąga totalny kataklizm
- 1999: Comic Relief: Doctor Who and the Curse of Fatal Death
- 2000: Maybe Baby
- 2001: Wyścig szczurów
- 2002: Scooby-Doo
- 2003: To właśnie miłość
- 2003: Johnny English
- 2005: Wszystko zostaje w rodzinie
- 2007: Wakacje Jasia Fasoli
- 2011: Johnny English Reaktywacja
- 2018: Johnny English: Nokaut
- 2023: Wonka

### Seriale
- 1979: To nie są wiadomości o dziewiątej
- 1983: Czarna Żmija. Konia za królestwo
- 1986: Czarna Żmija. Głupek renesansu
- 1987: Czarna Żmija. Rozważny i romantyczny
- 1990–1995: Jaś Fasola
- 1989: Czarna Żmija. Jak spędziłem I wojnę światową
- 1995–1996: Cienka niebieska linia
- 2002–2016: Jaś Fasola
- od 2016: Maigret
- 2022: Człowiek kontra pszczoła

### Scenariusze
- 1979: Jaś Fasola i inni
- 1983: Czarna Żmija
- 1990: Jaś Fasola
- 1993: The Driven Man

### Reżyseria
- 1986: Comic Relief II